# André Vingt-Trois
André Armand Vingt-Trois, född 7 november 1942 i Paris, död 18 juli 2025 i Paris, var en fransk kardinal och ärkebiskop. Han var ärkebiskop av Paris från 2005 till 2017. Han var tidigare ärkebiskop av Tours.

## Bilder

Kardinal Vingt-Trois titelkyrka
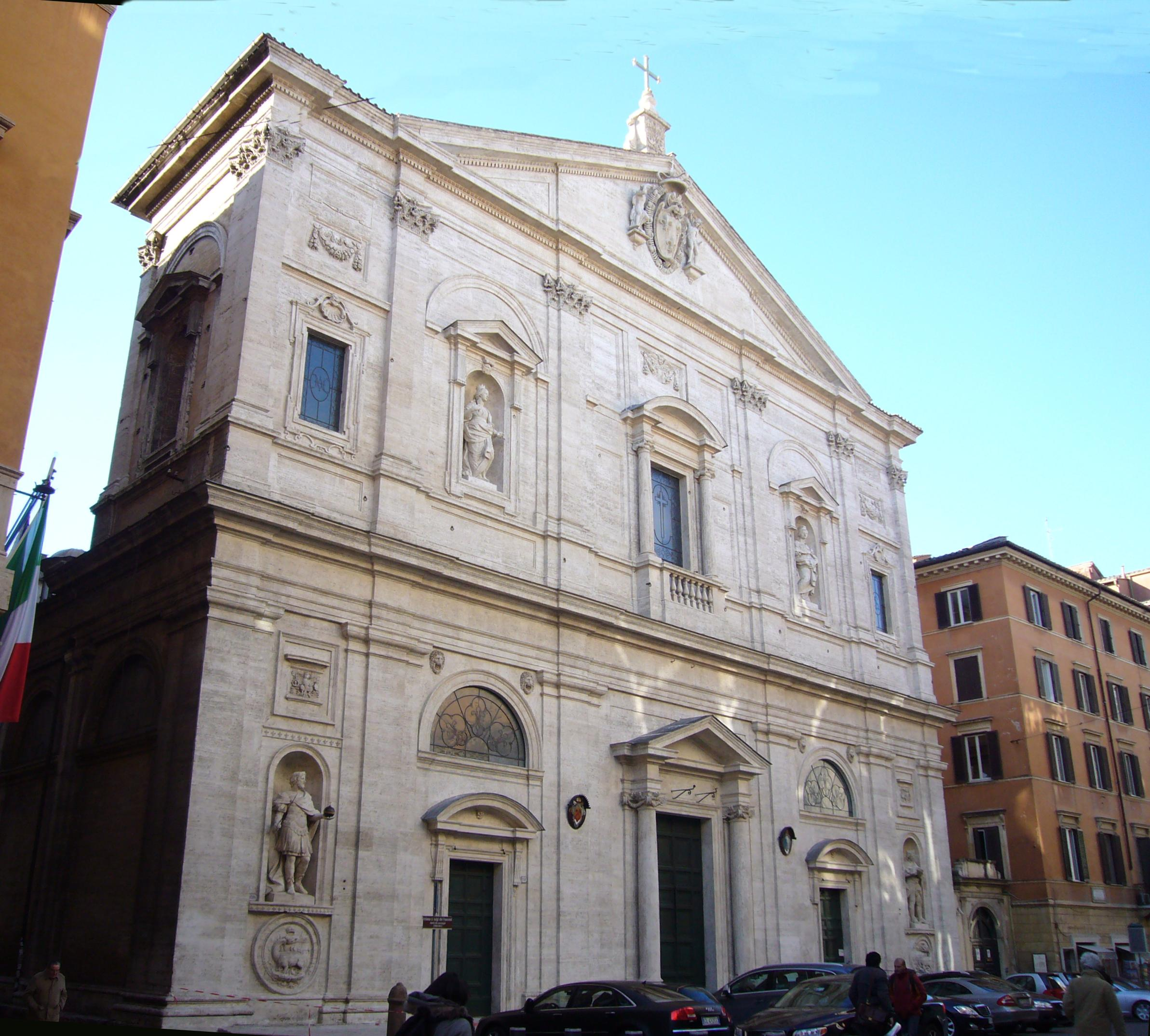
San Luigi dei Francesi.